# タイムループが登場する映画の一覧
このリストは、登場人物が同じ時間を体験し、それが繰り返しリセットされるというタイムループが登場する映画の一覧（タイムループがとうじょうするえいがのいちらん）である。登場人物の死や時計が一定の時間に達するなど、ある条件が満たされると、1人または複数の登場人物が前のループの記憶を保持したまま、再びループが始まる様子が描かれている :207。このリストでは、タイムループが重要なプロットデバイスとなっている映画のタイトルと簡単な概要を記載する。

## タイムループが描かれている主な映画

### 1980年代
| 公開年 | 邦題 原題                                | 製作国       | 概要 | 備考 |
| ------ | ---------------------------------------- | ------------ | --- | ---- |
| 1983   | 時をかける少女 (実写)                    | 日本         | 原作は筒井康隆の同名小説（1965年）。偶然にもタイムトラベルの能力を手に入れた日本の女子学生が、実験的に過去の出来事を変えようとすることで、複数のタイムループを巡る旅に出るというストーリー。                                                 |      |
| 1984   | うる星やつら2 ビューティフル・ドリーマー | 日本         | 友引高校の生徒たちが、「文化祭の前日」を何度も何度も繰り返すことになる。 |      |
| 1987   | Mirror for a Hero                        | ソビエト連邦 | 『Zerkalo dlya geroya』は、 Vladimir Khotinenko監督によるソ連映画。1949年にタイムスリップした2人の主人公が何度も同じ日を繰り返すことで、戦後の厳しい生活に適応したり、自らの両親に会い、最後に年長者に対する態度を見直して現代に戻ってくる。 |      |

### 1990年代
| 公開年 | 邦題 原題                                                     | 製作国         | 概要 | 備考 |
| ------ | ------------------------------------------------------------- | -------------- | --- | ---- |
| 1990   | 12:01 PM                                                      | アメリカ合衆国 | 本作は、1973年に「The Magazine of Fantasy and Science Fiction」誌に掲載されたRichard A. Lupoffの短編小説『12:01 PM』を初めて映画化した短編作品。この作品は、ケーブルテレビの Showtime『30-Minute Movie』 アンソロジー・シリーズの一作品として放映された。アカデミー賞にもノミネートされた。 |      |
| 1993   | 12:01                                                         | アメリカ合衆国 | 会社員のバリー・トーマスは、人生最悪の日を追体験することになる。 |      |
| 1993   | 恋はデジャ・ブ Groundhog Day                                  | アメリカ合衆国 | 自己中心的なテレビ天気予報士のフィル・コナーズ（ビル・マーレイ）は、同じ日「グラウンドホッグデー」を何度も繰り返すことになる。 |      |
| 1996   | Christmas Every Day                                           | アメリカ合衆国 | ウィリアム・ディーン・ハウエルズが1892年に発表した短編小説『Christmas Every Day』を原作とした アメリカのテレビ映画。わがままなティーンエイジャーが、毎日同じクリスマスを追体験することになる。                                                                                              |      |
| 1997   | リバース Retroactive                                          | アメリカ合衆国 | 夫に殺害された女性を救うために、その現場に遭遇して事件に巻き込まれた元犯罪心理学者が何度も時間をさかのぼって、運命を変えようと奮闘する。 |      |
| 1999   | ミッキーのクリスマスの贈りもの Mickey's Once Upon a Christmas | アメリカ合衆国 | 収録されている作品のうちの一編『ドナルドのクリスマスは大変だ!』にて、ヒューイ、デューイ、ルーイの3人は、クリスマスの本当の意味を知るまで、クリスマスを繰り返すことになる。 |      |

### 2000年代
| 公開年 | 邦題 原題                                                              | 製作国                  | 概要 | 備考                                                    |
| ------ | ---------------------------------------------------------------------- | ----------------------- | --- | ------------------------------------------------------- |
| 2000   | Naken                                                                  | スウェーデン            | 結婚式当日、エレベーターの中で目を覚ましたアンダースは、自分が裸であることに気付く。自分の置かれた状況の原因を探ろうとすると、その日が繰り返されてしまい、彼はタイムループに陥ってしまう。 |                                                         |
| 2004   | バタフライ・エフェクト The Butterfly Effect                            | アメリカ合衆国          | かつて時折、短時間の記憶を喪失することがあった大学生のエヴァンは、医師の勧めで書き続けていた日記を読み返すと、その日記に書かれている過去の時点に戻れる能力がある事に気づく。自分のせいで幼馴染のケイリーの人生を狂わせてしまった事を知ったエヴァンは、過去に戻り運命を変えようとするが、過去を変えても現在の誰かが不幸になっていた。 | 自らの意志で過去に戻ることが出来る。                    |
| 2005   | Camp Slaughter (別題: Camp Daze)                                       | アメリカ合衆国          | 現代の少年少女たちが1981年にタイムスリップし、狂った殺人鬼が暴れまわった日を繰り返しているサマーキャンプを発見する。 |                                                         |
| 2006   | Christmas Do-Over                                                      | アメリカ合衆国          | クリスマスに息子と元妻の家族と関わろうとするケビン。夕食中、彼はクリスマスの"今日"がこれ以上ないほどめちゃくちゃだと思っていた。息子は突然、毎日がクリスマスであることを願うようになる。その後、タイムループに陥ってしまう。大人の視点で『Christmas Every Day』をリメイクした作品。                                                  | テレビ映画。                                            |
| 2006   | 時をかける少女(アニメ)                                                 | 日本                    | 筒井康隆の小説『時をかける少女』を原作としているが、原作の再映画化作品ではなく、原作の出来事から約20年後を舞台に、原作の主人公であった芳山和子の姪である紺野真琴を主人公として繰り広げる、青春ストーリーを描いたアニメ映画。 |                                                         |
| 2006   | LOOP ループ Salvage                                                    | アメリカ合衆国          | コンビニエンスストアで一日の仕事を終えたクレアが、一度ならず何度も恐怖と殺人に遭遇する。 | 2006年サンダンス映画祭正式出品作品。                    |
| 2006   | デジャヴ Déjà Vu                                                       | アメリカ合衆国          | ニューオーリンズで起きた爆弾テロの捜査を始めたATF捜査官のダグが、過去を見ることが出来る装置を通じて、捜査の鍵を握る女性クレアの行動を追ううちに、そのシステムが物を過去に送ることが出来ることに気付き、事件を阻止するために過去へと送り込まれることになる。                                                                          |                                                         |
| 2006   | バタフライ・エフェクト2 The Butterfly Effect 2                         | アメリカ合衆国          | 事故により恋人や友人たちを喪ったニックは、彼らとの思い出の写真を見ていると、その事故の数分前に戻っていた。そして、過去を変えることに成功するが、現在の状況に影響を与えることになり、その後も幾度も過去へ戻らざるをえない状況に陥る。                                                                                                 | 2004年公開の『バタフライ・エフェクト』の続編            |
| 2007   | The Last Day of Summer                                                 | アメリカ合衆国          | 11歳のルークは、毎日が夏の最後の日になりますようにという願いを叶えることになる。 |                                                         |
| 2009   | トライアングル Triangle                                                | イギリス オーストラリア | 船旅をしていた友人同士のグループが嵐に遭遇し、乗っていたヨットが座礁してしまう。彼らは豪華客船を発見し、それをきっかけにタイムループを経験することになる。 |                                                         |
| 2009   | バタフライ・エフェクト3/最後の選択 The Butterfly Effect 3: Revelations | アメリカ合衆国          | 過去に戻る能力で、殺人現場を目撃することでこれまでにいくつもの難事件を解決に導いてきたサムは、ある日、10年前に連続殺人により殺害された恋人レベッカの姉のリズの訪問を受ける。事件の真犯人を捕まえて欲しいと懇願される。妹のジェナと決めたルールを破って、個人的な理由で過去に戻ることにする。                                         | 2004年公開の『バタフライ・エフェクト』シリーズの第3弾。 |

### 2010年代
| 公開年 | 邦題 原題                                                                      | 製作国                    | 概要 | 備考                                                                                               |
| ------ | ------------------------------------------------------------------------------ | ------------------------- | --- | -------------------------------------------------------------------------------------------------- |
| 2010   | 時をかける少女 (実写)                                                          | 日本                      | 原作の主人公である芳山和子の一人娘、芳山あかりを主人公にして、女子高生のあかりが交通事故で昏睡状態に陥った母の頼みで母の初恋相手、深町一夫に会うため2010年から1970年代へタイムリープする。                                                                                               | 筒井康隆の小説『時をかける少女』の4度目の映画化作品。                                              |
| 2010   | リピーターズ Repeaters                                                         | カナダ                    | 更生施設の受刑者たちは、同じ日を何度も繰り返すことを強いられることになる。 | |
| 2011   | ザ・アブノーマル The Road                                                      | フィリピン                | 10代の若者たちが、勇気を出して田舎の道を探検してみると、そこで次々と悪い予兆と出会うことになる。 | |
| 2011   | 12 Dates of Christmas                                                          | アメリカ合衆国            | ケイトはクリスマス・イヴ（マイルズという男性とのブラインドデートを含む）を何度も繰り返していることに気づく。何度も繰り返すサイクルから抜け出す方法を探しつつ、元カレのジャックを取り戻すべきか、マイルズを追いかけるべきか、それとも別の選択肢か悩むことになる。                         | |
| 2011   | ミッション: 8ミニッツ Source Code                                              | アメリカ合衆国            | アメリカ陸軍航空隊パイロットのコルター・スティーヴンス大尉は、テロリストの爆弾犯を特定し、シカゴへの2度目の核攻撃を防ぐために、他人の人生の最後の8分間を繰り返し体験することになる。 | |
| 2012   | THE LOOP ザ・ループ 永遠の夏休み Mine Games                                    | アメリカ合衆国            | 森の中で休暇を過ごしていた友人同士が、自分たちの死体を発見する。タイムループに陥っていることに気づいた彼らは、その現象を解消しようとする。 | |
| 2012   | 劇場版 魔法少女まどか☆マギカ                                                   | 日本                      | 暁美ほむらは30日前にタイムスリップできる能力を持っており、これまでに何度もタイムスリップしている。毎月、ほむらは鹿目まどかを救うことに失敗し、まどかを失った悲劇を体験することになる。                                                                                                   | |
| 2012   | LOOPER/ルーパー Looper                                                         | アメリカ合衆国 中国       | 未来の犯罪組織との契約でタイムマシンで未来から送られてきた標的を射殺して死体を処理する殺し屋ジョーは、30年後の未来から送られてきた自分自身を処理することになるが、未来の自分に反撃されて取り逃がしてしまう。                                                                             | 正確にはタイムループではなく、過去の自分への仕打ちは未来の自分にもつながっているというループ構造。 |
| 2013   | ハウンター Haunter                                                             | カナダ                    | 10代のリサ・ジョンソン（アビゲイル・ブレスリン）の幽霊は、家族とともに同じ日を繰り返している（彼女だけが気づいている）が、少女オリビア（エレノア・ジシー/Eleanor Zichy）とその家族を、生者に憑依できる能力を持つ連続殺人鬼の亡霊ペイルマン（スティーヴン・マクハティ）から守ろうとする。 | |
| 2013   | ブラッド・パンチ タイムループの呪い Blood Punch                                | アメリカ合衆国            | ある3人組が一度だけ犯罪を犯すために人里離れた山小屋を訪れたところ、メンバーそれぞれが同じ日を再現していることに気付く。 | |
| 2014   | オール・ユー・ニード・イズ・キル 原題: Edge of Tomorrow 別題: Live Die Repeat  | アメリカ合衆国            | ウィリアム・"ビル"・ケイジ少佐（トム・クルーズ）と特殊部隊のリタ・ヴラタスキ（エミリー・ブラント）がチームを組み、タイムループで繰り返される戦いにケイジが戻り続けることで、敵対する異星人"ギタイ（Mimics）"との戦いに臨む。                                                             | |
| 2014   | Premature                                                                      | アメリカ合衆国            | 高校3年生のロブは、適切な女性と正しくセックスできるようになるまで、何度も童貞喪失を繰り返すことになる。 | |
| 2014   | パラドクス The Incident                                                        | メキシコ                  | 無限の時間と空間のループに閉じ込められたグループの2つの物語。1つは無限の階段、もう1つは無限の道路で、どちらもループしている。彼らの周囲では毎日時間がリセットされているが、閉じ込められたキャラクターたちはループの中で年を取り続けることになる。                                        | |
| 2014   | インフィニティ 無限ループ The Infinite Man                                     | オーストラリア            | 恋人とのロマンチックな週末旅行が失敗に終わった後、科学者は彼女のために完璧な休暇を作ろうと、タイムトラベルを発明するが、誤って彼女を繰り返し時間のループに陥れてしまう。 | |
| 2015   | ファイナル・ガールズ 惨劇のシナリオ The Final Girls                            | アメリカ合衆国            | 92分（劇中映画の上映時間）ごとにリスタートする80年代のホラー映画に閉じ込められてしまった若者たちを描く。 | |
| 2016   | ミス・ペレグリンと奇妙なこどもたち Miss Peregrine's Home For Peculiar Children | アメリカ合衆国            | 10代の少年ジェイクは、第二次世界大戦中に空襲で破壊された孤児院の跡地を訪れ、1943年9月3日の日を繰り返すように設定されたタイムループを作ることで、元の住人たちが生き延びていたことを発見する。                                                                                             | |
| 2016   | ドクター・ストレンジ Doctor Strange                                            | アメリカ合衆国            | スティーヴン・ストレンジは「アガモットの目」の力を借りて、ドルマムゥが地球を破壊するのを防ぐために、自分とドルマムゥをタイムループに陥れる。 | |
| 2016   | ARQ: 時の牢獄 ARQ                                                              | アメリカ合衆国 カナダ     | 時間をループさせる装置を発明したエンジニアが、装置を狙う男たちに家へ押し入られた時、その装置が作動してしまう。繰り返される時間の中、かつての恋人を救おうとする一方で、自分を狙った人物とその理由を知ることになる。                                                                       | |
| 2016   | LOOP/ループ -時に囚われた男- Hurok                                             | ハンガリー                | 麻薬密売人の男がタイムループに巻き込まれ、自らの運命を変え、タイムループから逃れるために奔走する姿が描かれるSFサスペンス。 | |
| 2016   | タイム・ループ 7回殺された男 Inkarnacija                                       | セルビア                  | 記憶喪失の青年が白マスクの集団に殺害される場面を何度も繰り返しながら、自らの正体や殺される理由、そして何故ループするのかといった謎に迫っていく姿を描く。 | |
| 2017   | エンドレス/繰り返される悪夢 하루 英題：A Day                                   | 韓国                      | 無限の時間ループに囚われた父親が、時間ループから脱出し、必ず死ぬ運命にある娘を救おうと奮闘する。 | |
| 2017   | リセット 決死のカウントダウン Reset                                            | 中国                      | 誘拐され殺された息子を救うために、物理学者が実験用のワームホール・マシンを使ってパラレルワールドに行き、1時間前に戻ってくる。 | 正確には、タイムループではなく、1時間前のパラレルワールドへ移動している。                          |
| 2017   | ビフォア・アイ・フォール Before I Fall                                         | アメリカ合衆国            | 人気者の高校生が、同じ日を何度も繰り返していることに気づく。 | |
| 2017   | ハッピー・デス・デイ Happy Death Day                                           | アメリカ合衆国            | 自己中心的かつ高飛車な性格の女子大生が、自分の誕生日である"18日の月曜日"に殺害される。殺害された瞬間、18日の朝に生きて目を覚ました彼女は同じ日を何度も繰り返すことに気付き、殺される運命を回避しようと奔走する。しかし、殺されるダメージが体に蓄積していき徐々に弱ってしまう。           | |
| 2017   | アルカディア The Endless                                                       | アメリカ合衆国            | タイムループに陥ったカルト教団に戻ってきた2人の兄弟を描く。 | |
| 2017   | ネイキッド Naked                                                               | アメリカ合衆国            | ロブは、結婚式当日にホテルのエレベーターで裸で目覚め続けるというタイムループに陥ってしまう。2000年に公開されたスウェーデン映画『Naken』のリメイク版。 | |
| 2018   | The Fare                                                                       | アメリカ合衆国            | タクシーの運転手と乗客は、無限の時間ループの罠に陥り、何度も旅を繰り返すことになる。 | |
| 2019   | ハッピー・デス・デイ 2U Happy Death Day 2U                                     | アメリカ合衆国            | 1作目の事件の直後、思いがけずタイムループに戻ってしまったツリー・ゲルブマン（ジェシカ・ローテ）は、友人たちが巻き込まれていることを知り、タイムループから抜け出そうと決意する。 | |
| 2019   | The Obituary of Tunde Johnson                                                  | アメリカ合衆国            | ゲイであるアフリカ系アメリカ人の10代の少年が、警察の不当な暴行により射殺された日を繰り返すことになってしまう。 | |
| 2019   | シー・ユー・イエスタディ See You Yesterday                                     | アメリカ合衆国            | この映画は、野心的な天才科学者が、警察官に殺された兄を救うために、自分の能力を使ってタイムマシンを作るというストーリー。過去の出来事を変えようとする彼女は、やがてタイムトラベルの危険な結末に直面することになる。                                                                       | |
| 2019   | Game Over                                                                      | インド                    | 謎の侵入者から自宅を守る車いす利用者のSwapna。侵入者に殺されるたびに、彼女は一日の始まりに目覚める。しかし、このコンセプトは、ビデオゲームの仕組みに沿ったものであった。 | |
| 2019   | Koko-di Koko-da                                                                | スウェーデン · デンマーク | キャンプに出かけた悩めるカップルがタイムループに陥り、おとぎ話の登場人物たちに苦しめられることになる。 | |

### 2020年代
| 公開年 | 邦題 原題                                                | 製作国         | 概要 | 備考                                 |
| ------ | -------------------------------------------------------- | -------------- | --- | ------------------------------------ |
| 2020   | パーム・スプリングス Palm Springs                        | アメリカ合衆国 | パーム・スプリングスで行われた結婚式で、気ままなナイルズと消極的な花嫁の付添人サラが偶然出会うが、翌朝、会場からも、自分自身からも、そしてお互いからも逃れられないことに気づき、事態は複雑化する。 |                                      |
| 2020   | 隔たる世界の2人 Two Distant Strangers                    | アメリカ合衆国 | 警察に遭遇した黒人の死を、自分の死が続くタイムループに閉じ込められた人物の目を通して考察する。 | 短編SF映画                           |
| 2021   | 明日への地図を探して The Map of Tiny Perfect Things      | アメリカ合衆国 | 同じ日を繰り返し過ごすことになってしまった2人の少年少女が、ループからの脱出方法を探るうちに、ループに囚われた謎を紐解くことになる。 |                                      |
| 2021   | コンティニュー Boss Level                                | アメリカ合衆国 | 元特殊部隊の男が、自分が死ぬ日を繰り返すタイムループに囚われてしまう。 |                                      |
| 2021   | クリスマス・アゲイン Christmas...Again?!                 | アメリカ合衆国 | スカーレット・エステベス主演のディズニー・チャンネル・オリジナル・ムービー。クリスマスの願いが叶わなかった女の子が、何度もクリスマスの日を繰り返すことになる。 |                                      |
| 2021   | Churuli                                                  | インド         | The film, directed by Lijo Jose Pellissery, tells the story of two undercover police officers who go in search of a wanted criminal named Mayiladumparambil Joy. However, they get stuck in the village of Churuli as eerie mysteries unfold. The original story and characters are based on a short story from the book Kaligaminarile Kuttavalikal written by Vinoy Thomas. |                                      |
| 2021   | Jango                                                    | インド         | A neurosurgeon who is stuck in a time loop tries to save his estranged wife from being killed by a mystery man. |                                      |
| 2021   | 政党大会 陰謀のタイムループ                              | インド         | A man who is stuck in a time loop tries to stop a political rally from taking place in order to save the state's chief minister and prevent religious violence. |                                      |
| 2022   | MONDAYS/このタイムループ、上司に気づかせないと終わらない | 日本           | 「お仕事×タイムループ」というジャンルが銘打たれた日本映画。毎週同じ月曜を迎えてしまう広告代理店の物語。 |                                      |
| 2022   | カラダ探し                                               | 日本           | 毎晩、真夜中の校舎で血まみれの少女の霊に殺されるというタイムループに囚われつつ、バラバラにされた人体のパーツを探し集めることになった高校生たちの恐怖を描く。 | ホラー小説『カラダ探し』の実写化作品 |
| 2022   | ミートキュート 〜最高の日を何度でも〜 Meet Cute          | アメリカ合衆国 | マンハッタンに住むシーラは、ネイルサロンでタイムマシンを発見し、それを使って前夜のデートで悪かったところを修正し続ける。 |                                      |
| 2022   | Vandits                                                  | カナダ         | A group of incompetent criminals tries to rob a bingo hall, only to get trapped in a time loop in which they repeatedly stage the heist but fail in a different way each time. |                                      |
| 2022   | Zanox                                                    | ハンガリー     | Misi, a high school student relives his graduation day after he discovers his experimental medication has a weird side effect. |                                      |
| 2023   | リバー、流れないでよ                                     | 日本           | 京都・貴船の老舗旅館を舞台とした日本映画。2分間のループを繰り返し、登場人物は全員記憶も継続している。 |                                      |